# Aston Villa FC in het seizoen 2000/01
Dit artikel beschrijft de prestaties van voetbalclub Aston Villa FC in het seizoen 2000/2001. Dit seizoen werd de club achtste in de Premier League. De club nam afscheid van Ugo Ehiogu, die na 9 seizoenen de deur van Villa Park achter zich dichttrok. Ehiogu verhuisde naar Middlesbrough, dat net als Aston Villa in de Premier League uitkwam. Even was er sprake dat aanvoerder Gareth Southgate de club zou verlaten voor Chelsea, maar Southgate bleef aan boord nadat Villa een bod van £ 5.000.000 ,- afsloeg. Na vier speeldagen sloeg het noodlot toe voor de Belgische zomeraanwinst Luc Nilis, die overkwam van PSV. Op 9 september 2000 won de club een uitwedstrijd tegen Ipswich Town met 1–2 dankzij de doelpuntenmakers Lee Hendrie en Dion Dublin. Een door aanvalsleider Dion Dublin gelanceerde Nilis botste na net geen vijf minuten op de uitgekomen Ipswich-doelman Richard Wright. Bij dat contact liep de Belg een dubbele open beenbreuk op. In januari 2001 kondigde Nilis zijn pensioen als profvoetballer aan. Collectief was dit een stroef seizoen voor Aston Villa, hoewel de club finaal achtste werd. De jaarwisseling was een kruistocht voor de mannen van John Gregory, met een loodzwaar programma en vijf opeenvolgende nederlagen tegen ijzersterke clubs als Manchester United (twee confrontaties binnen de maand), Liverpool, Chelsea en Leeds United (26/12/'00-24/01/'01). David Ginola (Tottenham Hotspur) was een andere toptransfer, maar de Franse buitenspeler bracht niet wat van hem verwacht werd. Gilles De Bilde werd even gehuurd van Sheffield Wednesday, maar de Belgische spits mocht algauw terugkeren omdat hij niet slaagde bij de club.

## Spelerskern
Spelers wier rugnummer is doorstreept verlieten de club tijdens het seizoen;
| Rugnummer     | Naam                | Nationaliteit      | Geboortedatum | Bij de club sinds | Vorige club                     |
| ------------- | ------------------- | ------------------ | ------------- | ----------------- | ------------------------------- |
| Keepers       |                     |                    |               |                   |                                 |
| 1             | David James         | Engeland           | 01-08-1970    | 1999              | Liverpool                       |
| 39            | Peter Enckelman     | Finland            | 10-03-1977    | 1999              | TPS Turku                       |
| Verdedigers   |                     |                    |               |                   |                                 |
| 2             | Mark Delaney        | Wales              | 13-05-1976    | 1999              | Cardiff City                    |
| 3             | Alan Wright         | Engeland           | 28-09-1971    | 1995              | Blackburn Rovers                |
| 4             | Gareth Southgate    | Engeland           | 03-09-1970    | 1995              | Crystal Palace                  |
| 5             | Ugo Ehiogu          | Engeland           | 03-11-1972    | 1991              | West Bromwich Albion            |
| 11            | Steve Staunton      | Ierland            | 19-01-1969    | 2000              | Liverpool                       |
| 15            | Gareth Barry        | Engeland           | 23-02-1981    | 1998              | Brighton & Hove Albion          |
| 16            | Alpay Özalan        | Turkije            | 29-05-1973    | 2000              | Fenerbahçe SK                   |
| 31            | Jlloyd Samuel       | Trinidad en Tobago | 29-03-1981    | 1999              | Charlton Athletic               |
| Middenvelders |                     |                    |               |                   |                                 |
| 6             | George Boateng      | Nederland          | 05-09-1975    | 1999              | Coventry City                   |
| 7             | Ian Taylor          | Engeland           | 04-06-1968    | 1994              | Sheffield Wednesday             |
| 10            | Paul Merson         | Engeland           | 20-03-1968    | 1998              | Middlesbrough                   |
| 11            | Alan Thompson       | Engeland           | 22-12-1973    | 1998              | Bolton Wanderers                |
| 14            | David Ginola        | Frankrijk          | 25-01-1967    | 2000              | Tottenham Hotspur               |
| 17            | Lee Hendrie         | Engeland           | 18-05-1977    | 1994              | eigen jeugd                     |
| 18            | Steve Stone         | Engeland           | 20-08-1971    | 1998              | Nottingham Forest               |
| 21            | Thomas Hitzlsperger | Duitsland          | 05-04-1982    | 2001              | eigen jeugd                     |
| 24            | John McGrath        | Ierland            | 27-03-1980    | 1999              | eigen jeugd                     |
| Aanvallers    |                     |                    |               |                   |                                 |
| 8             | Juan Pablo Ángel    | Colombia           | 24-10-1975    | 2001              | CA River Plate                  |
| 9             | Dion Dublin         | Engeland           | 22-04-1969    | 1998              | Coventry City                   |
| 12            | Julian Joachim      | Engeland           | 20-09-1974    | 1995              | Leicester City                  |
| 19            | Richard Walker      | Engeland           | 08-11-1977    | 1997              | eigen jeugd                     |
| 20            | Luc Nilis           | België             | 25-05-1967    | 2000              | PSV Eindhoven                   |
| 22            | Darius Vassell      | Engeland           | 13-06-1980    | 1998              | eigen jeugd                     |
| 25            | Gilles De Bilde     | België             | 09-06-1971    | gehuurd           | gehuurd van Sheffield Wednesday |

- = Aanvoerder

| 1. 2. 3. 4. |

### Manager
|         |                     |               |
| Functie | Naam                | Nationaliteit |
| Coach   | John Gregory (foto) | Engeland      |

## Resultaten
Een overzicht van de competities waaraan Aston Villa in het seizoen 2000-2001 deelnam.
| Premier League | FA Cup       | League Cup  | Intertoto Cup |
| -------------- | ------------ | ----------- | ------------- |
|                |              |             |               |
| 8e             | Vierde ronde | Derde ronde | Halve finale  |

## Uitrustingen
Shirtsponsor: NTL Incorporated (provider van kabeltelevisie, failliet gegaan in 2006) 

Sportmerk: Diadora

## Premier League

### Wedstrijden
| №  | Datum      | Wedstrijd                       | Uitslag | Doelpunten                               | P  |
| -- | ---------- | ------------------------------- | ------- | ---------------------------------------- | -- |
| 1  | 19.08.2000 | Leicester City – Aston Villa    | 0–0     |                                          | 1  |
| 2  | 27.08.2000 | Aston Villa – Chelsea           | 1–1     | 10' Nilis                                | 2  |
| 3  | 06.09.2000 | Liverpool – Aston Villa         | 3–1     | 83' Stone                                | 2  |
| 4  | 09.09.2000 | Ipswich Town – Aston Villa      | 1–2     | 28' Hendrie, 54' Dublin                  | 5  |
| 5  | 16.08.2000 | Aston Villa – Bradford City     | 2–0     | 5' Southgate, 75' (pen.) Dublin          | 8  |
| 6  | 23.09.2000 | Middlesbrough – Aston Villa     | 1–1     | 74' Joachim                              | 9  |
| 7  | 30.09.2000 | Aston Villa – Derby County      | 4–1     | 28', 87' Joachim, 37' Merson, 54' Wright | 12 |
| 8  | 14.10.2000 | Arsenal – Aston Villa           | 1–0     |                                          | 12 |
| 9  | 22.10.2000 | Aston Villa – Sunderland        | 0–0     |                                          | 13 |
| 10 | 28.10.2000 | Aston Villa – Charlton Athletic | 2–1     | 33' Merson, 41' Taylor                   | 16 |
| 11 | 05.11.2000 | Everton – Aston Villa           | 0–1     | 90' Merson                               | 19 |
| 12 | 11.11.2000 | Aston Villa – Tottenham Hotspur | 2–0     | 22', 57' Taylor                          | 22 |
| 13 | 18.11.2000 | Southampton – Aston Villa       | 2–0     |                                          | 22 |
| 14 | 25.11.2000 | Coventry City – Aston Villa     | 1–1     | 8' Dublin                                | 23 |
| 15 | 02.12.2000 | Aston Villa – Newcastle United  | 1–1     | 4' Dublin                                | 24 |
| 16 | 09.12.2000 | West Ham United – Aston Villa   | 1–1     | 37' Hendrie                              | 25 |
| 17 | 16.12.2000 | Aston Villa – Manchester City   | 2–2     | 71' Dublin, 86' Ginola                   | 26 |
| 18 | 23.12.2000 | Leeds United – Aston Villa      | 1–2     | 43' Southgate, 88' Boateng               | 29 |
| 19 | 26.12.2000 | Aston Villa – Manchester United | 0–1     |                                          | 29 |
| 20 | 01.01.2001 | Chelsea – Aston Villa           | 1–0     |                                          | 29 |
| 21 | 13.01.2001 | Aston Villa – Liverpool         | 0–3     |                                          | 29 |
| 22 | 20.01.2001 | Manchester United – Aston Villa | 2–0     |                                          | 29 |
| 23 | 24.01.2001 | Aston Villa – Leeds United      | 1–2     | 24' Merson                               | 29 |
| 24 | 03.02.2001 | Bradford City – Aston Villa     | 0–3     | 50', 58' Vassell, 87' Joachim            | 32 |
| 25 | 10.02.2001 | Aston Villa – Middlesbrough     | 1–1     | 38' Stone                                | 33 |
| 26 | 24.02.2001 | Derby County – Aston Villa      | 1–0     |                                          | 33 |
| 27 | 05.03.2001 | Sunderland – Aston Villa        | 1–1     | 52' Joachim                              | 34 |
| 28 | 10.03.2001 | Aston Villa – Ipswich Town      | 2–1     | 53', 71' Joachim                         | 37 |
| 29 | 18.03.2001 | Aston Villa – Arsenal           | 0–0     |                                          | 38 |
| 30 | 31.03.2001 | Manchester City – Aston Villa   | 1–3     | 14' Merson, 45' Dublin, 65' Hendrie      | 41 |
| 31 | 25.03.2001 | Aston Villa – Leicester City    | 2–1     | 30' Dublin, 72' Hendrie                  | 44 |
| 32 | 05.04.2001 | Aston Villa – West Ham United   | 2–2     | 71' Ginola, 78' Hendrie                  | 45 |
| 33 | 09.04.2001 | Aston Villa – Everton           | 2–1     | 2' Dublin, 81' Taylor                    | 48 |
| 34 | 15.04.2001 | Charlton Athletic – Aston Villa | 3–3     | 59' Ginola, 75' Vassell, 90' Hendrie     | 49 |
| 35 | 22.04.2001 | Aston Villa – Southampton       | 0–0     |                                          | 50 |
| 36 | 29.04.2001 | Tottenham Hotspur – Aston Villa | 0–0     |                                          | 51 |
| 37 | 06.05.2001 | Aston Villa – Coventry City     | 3–2     | 61' Vassell, 81' Ángel, 86' Merson       | 54 |
| 38 | 14.05.2001 | Newcastle United – Aston Villa  | 3–0     |                                          | 54 |

### Eindstand
| Rang | Team              | We | Wi | Ge | Ve | Pu | Vo | Te | Sa  | Fa    |
| ---- | ----------------- | -- | -- | -- | -- | -- | -- | -- | --- | ----- |
|      | Manchester United | 38 | 24 | 8  | 6  | 80 | 79 | 31 | 48  | 2,548 |
| 2    | Arsenal           | 38 | 20 | 10 | 8  | 70 | 63 | 38 | 25  | 1,658 |
| 3    | Liverpool         | 38 | 20 | 9  | 9  | 69 | 71 | 39 | 32  | 1,821 |
| 4    | Leeds United      | 38 | 20 | 8  | 10 | 68 | 64 | 43 | 21  | 1,488 |
| 5    | Ipswich Town      | 38 | 20 | 6  | 12 | 66 | 57 | 42 | 15  | 1,357 |
| 6    | Chelsea           | 38 | 17 | 10 | 11 | 61 | 68 | 45 | 23  | 1,511 |
| 7    | Sunderland        | 38 | 15 | 12 | 11 | 57 | 46 | 41 | 5   | 1,122 |
| 8    | Aston Villa       | 38 | 13 | 15 | 10 | 54 | 46 | 43 | 3   | 1,07  |
| 9    | Charlton Athletic | 38 | 14 | 10 | 14 | 52 | 50 | 57 | -7  | 0,877 |
| 10   | Southampton       | 38 | 14 | 10 | 14 | 52 | 40 | 48 | -8  | 0,833 |
| 11   | Newcastle United  | 38 | 14 | 9  | 15 | 51 | 44 | 50 | -6  | 0,88  |
| 12   | Tottenham Hotspur | 38 | 13 | 10 | 15 | 49 | 47 | 54 | -7  | 0,87  |
| 13   | Leicester City    | 38 | 14 | 6  | 18 | 48 | 39 | 51 | -12 | 0,765 |
| 14   | Middlesbrough     | 38 | 9  | 15 | 14 | 42 | 44 | 44 | 0   | 1     |
| 15   | West Ham United   | 38 | 10 | 12 | 16 | 42 | 45 | 50 | -5  | 0,9   |
| 16   | Everton           | 38 | 11 | 9  | 18 | 42 | 45 | 59 | -14 | 0,763 |
| 17   | Derby County      | 38 | 10 | 12 | 16 | 42 | 37 | 59 | -22 | 0,627 |
| 18   | Manchester City   | 38 | 8  | 10 | 20 | 34 | 41 | 65 | -24 | 0,631 |
| 19   | Coventry City     | 38 | 8  | 10 | 20 | 34 | 36 | 63 | -27 | 0,571 |
| 20   | Bradford City     | 38 | 5  | 11 | 22 | 26 | 30 | 70 | -40 | 0,429 |

### Statistieken
Bijgaand een overzicht van de spelers van Aston Villa, die in het seizoen 2000/01 onder leiding van trainer  John Gregory speeltijd kregen in de Premier League.
| Naam                | Duels | Goal | Kreeg geel | Kreeg voor de tweede keer geel en dus rood | Weggestuurd |
| ------------------- | ----- | ---- | ---------- | ------------------------------------------ | ----------- |
| David James         | 38    | 0    | 0          | 0                                          | 0           |
| Paul Merson         | 38    | 6    | 2          | 0                                          | 0           |
| Alan Wright         | 36    | 1    | 3          | 0                                          | 0           |
| Steve Stone         | 34    | 2    | 8          | 0                                          | 0           |
| Dion Dublin         | 33    | 8    | 2          | 0                                          | 0           |
| George Boateng      | 33    | 1    | 9          | 0                                          | 0           |
| Alpay Özalan        | 33    | 0    | 11         | 0                                          | 0           |
| Lee Hendrie         | 32    | 6    | 3          | 1                                          | 1           |
| Gareth Southgate    | 31    | 2    | 7          | 0                                          | 0           |
| Gareth Barry        | 30    | 0    | 3          | 0                                          | 0           |
| Ian Taylor          | 29    | 4    | 3          | 1                                          | 0           |
| David Ginola        | 27    | 3    | 7          | 0                                          | 0           |
| Darius Vassell      | 23    | 4    | 0          | 0                                          | 0           |
| Julian Joachim      | 21    | 7    | 0          | 0                                          | 0           |
| Mark Delaney        | 19    | 0    | 1          | 0                                          | 0           |
| Steve Staunton      | 14    | 0    | 0          | 0                                          | 0           |
| Juan Pablo Ángel    | 9     | 1    | 1          | 0                                          | 0           |
| Gilles De Bilde     | 4     | 0    | 0          | 0                                          | 0           |
| Luc Nilis           | 3     | 1    | 0          | 0                                          | 0           |
| Jlloyd Samuel       | 3     | 0    | 0          | 0                                          | 0           |
| John McGrath        | 3     | 0    | 0          | 0                                          | 0           |
| Ugo Ehiogu          | 2     | 0    | 1          | 0                                          | 0           |
| Thomas Hitzlsperger | 1     | 0    | 0          | 0                                          | 0           |